# Jozef Čársky
Jozef Čársky (Hongaars: Csárszky József) (Gbely, 9 mei 1886 – Košice, 11 maart 1962) was een Slowaakse bisschop van de Rooms-Katholieke Kerk (Latijnse ritus). Hij was apostolisch administrator van het bisdom Rožňava en later van Košice. Gedurende de bewogen jaren van de Tweede Wereldoorlog was hij gelijktijdig apostolisch administrator van deze beide bisdommen, doch alleen van de delen die op het Slowaakse grondgebied lagen.

## Biografie

### Afkomst en studie
Jozef Čársky werd geboren in een arm maar kroostrijk boerengezin bestaande uit veertien kinderen.
Hij volgde les in Skalica, naderhand in Bratislava, en ten slotte in Esztergom waar hij afstudeerde. Zijn theologische studies voltooide hij aan de universiteiten van Wenen en Innsbruck.

### Priester
Op 23-jarige leeftijd werd Jozef Čársky in Innsbruck priester gewijd (26 juli 1909). Daarna diende hij als kapelaan in een kleine parochie in Monok. Vanaf 1911 was hij leraar aan het bisschoppelijk lyceum in Košice, en van 1915 tot 1923 was hij pastoor in Zemplínska Široká. Het volgende jaar (1924) stond hij opnieuw in het onderwijs: ditmaal in het seminarie van Košice waar hij de functie van rector vervulde.

### Bisschoppelijke loopbaan
Na de vroegtijdige dood van bisschop Ludovicus Baláš de Sipek (18 september 1920), bleef het bisdom Rožňava gedurende 4,5 jaar zonder bisschop. In afwachting van de benoeming van Michal Bubnič voor het ambt van administrator (31 oktober 1925), werd Jozef Čársky in tussentijd kortstondig voor die functie aangesteld. De wijding hiervoor geschiedde op 14 juni 1925 en gelijktijdig werd hij titulair bisschop van het titulair bisdom Thagora.
Nadien, van zodra Michal Bubnič in Rožňava werd aangesteld, was Jozef Čársky beschikbaar voor een transfer naar Košice. Bijgevolg veranderde hij van werkplek op 12 november 1925, en vervulde vanaf die datum in Košice de taak van apostolisch administrator.
Sedert eeuwen was de stad Košice Hongaars grondgebied. Na het einde van de Eerste Wereldoorlog (1918) werd de stad afgestaan aan Tsjecho-Slowakije maar op kerkelijk gebied bleef het aartsbisdom Košice deel uitmaken van de Hongaarse kerkprovincies.
Gedurende zijn vertoef in Košice deed bisschop Čársky veel voor de gemeenschap. Maar vermits de jonge Tsjecho-Slowaakse staat de Rooms-Katholieke Kerk als kwaadaardig beschouwde, om wat men noemde: het "Hongaarse en Duitse karakter", werd Jozef Čársky in zijn taak vijandig bejegend en met scheldwoorden bespot, ongeacht het feit dat hij een Slowaak was.
Aan de vooravond van de Tweede Wereldoorlog (1938) moest Tsjecho-Slowakije -als gevolg van de "Eerste Weense Arbitrage" (2 november 1938)- de stad Košice terug afstaan aan Hongarije. Bisschop Csárszky was na de overdracht genoopt de Hongaarse regent Miklós Horthy te verwelkomen. Na deze plichtpleging staakte Csárszky op 11 november 1938 zijn interventies op Hongaars grondgebied. Hij verliet onmiddellijk Košice en begaf zich naar het Slowaakse gedeelte van Tsjecho-Slowakije teneinde daar het kerkelijk leven te organiseren.

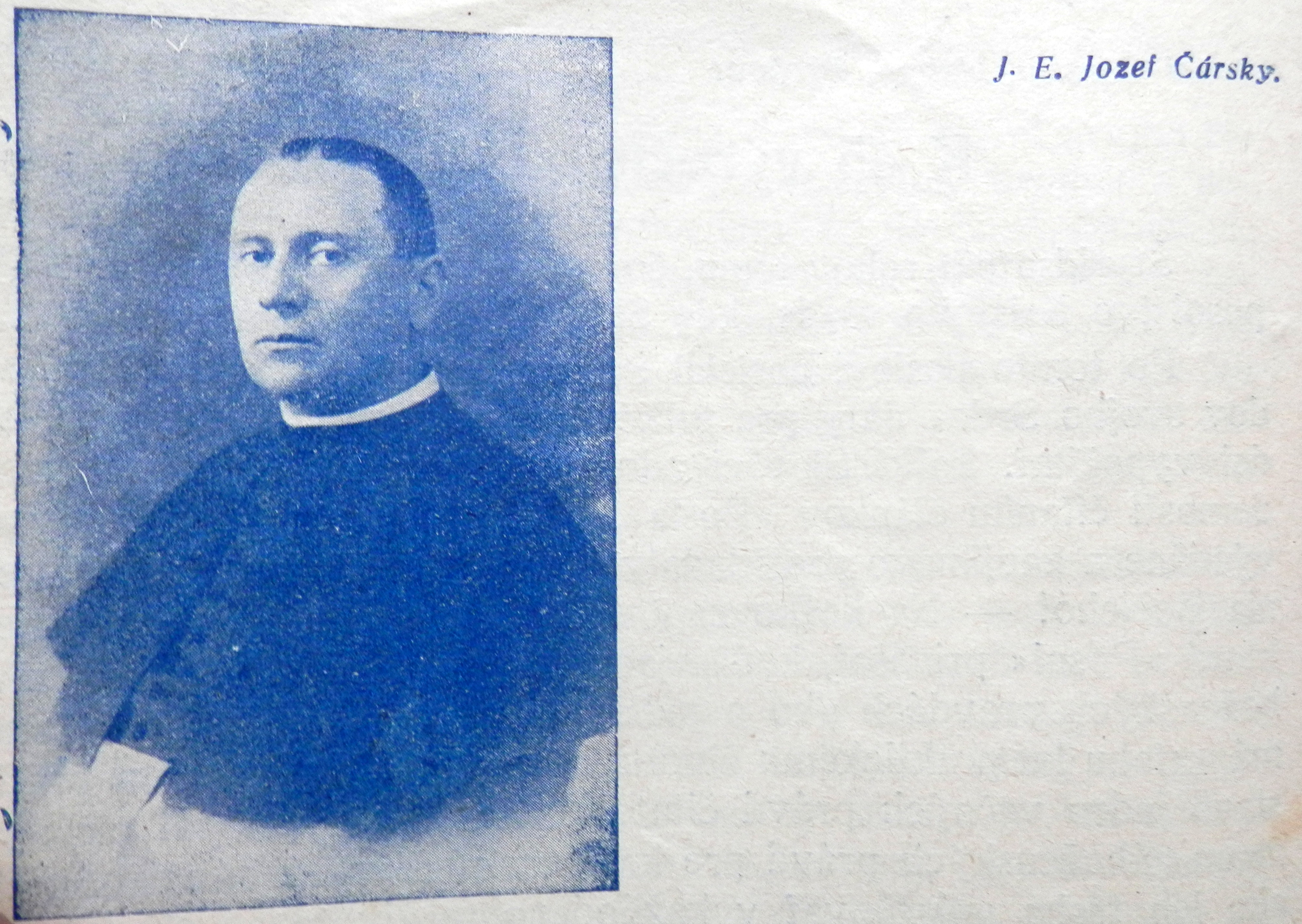
Jozef Čársky in 1942

Op 19 juli 1939 werd Čársky -voor het op Hongaars grondgebied gelegen deel van het bisdom Košice- officieel opgevolgd door bisschop Stefan Madarász (°10 juli 1884 - † 8 augustus 1948).
Gelijktijdig benoemde de Heilige Stoel Čársky als administrator met centrale zetel in Prešov, voor het bisdom Satu Mare en voor de op Slowaaks grondgebied overgebleven delen van de bisdommen "Košice" en "Rožňava". Deze aanstelling gebeurde bij middel van de encycliek "Dioecesium fines immature" (vertaald: De grenzen van het bisdom zijn nog onvolwassen.).
Na het einde van de Tweede Wereldoorlog (2 september 1945) kwam de Derde Tsjecho-Slowaakse Republiek tot stand. De landsgrenzen werden opnieuw verlegd en de stad Košice werd door Hongarije nogmaals afgestaan aan Tsjecho-Slowakije. Spoedig nadien, op 23 februari 1946, werd de administratie in Prešov beëindigd. Jozef Čársky werd wederom aangesteld in het aartsbisdom Košice, ditmaal als hulpbisschop in dienst van bisschop Madarász. Laatstgenoemde stierf ruim twee jaar later, op 8 augustus 1948, en bisschop Čársky zette het werk van de overledene verder als administrator.
Geconfronteerd met veel tegenkantingen vanwege het staatsapparaat, probeerde Čársky -als lid van de vereniging "Vredespriesters"- met de antiklerikale autoriteiten een voor de Kerk lucratief akkoord te bereiken. De communistische regering eiste echter van de geestelijken een loyauteitsverklaring. Op 12 maart 1951 legde Jozef Čársky samen met vier andere bisschoppen deze verklaring af, doch het Vaticaan bestempelde nadien de "Vereniging van Vredespriesters" als "Anti-Kerk".

### Overlijden
Jozef Čársky overleed in Košice op 11 maart 1962. Hij was meer dan 52 jaar in dienst van de Rooms-Katholieke Kerk en werd te ruste gelegd in de Sint-Elisabethkathedraal.

## Eerbetoon

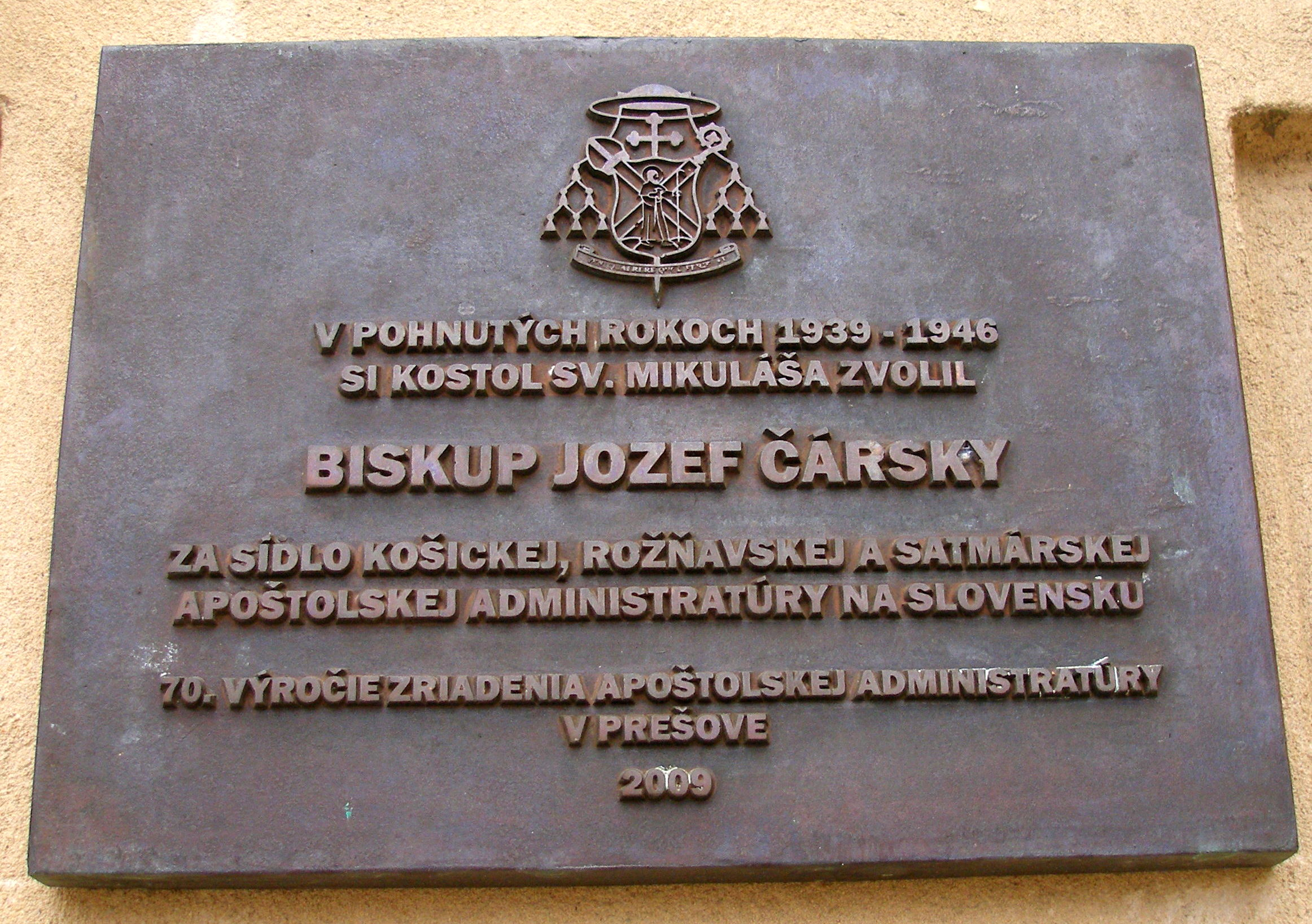
Gedenkplaat aan de Szent Miklós-kerk in Prešov.

- Aan de voorgevel van het bisschoppelijk paleis in Košice (in de Hlavná ulica, vertaald: "Hoofdstraat") werd een plaquette ter ere van Jozef Čársky aangebracht.[3]
- Een tweede gedenkplaat werd aangebracht aan de Szent Miklós-kerk (vertaald: Sint-Nicolaaskerk) in Prešov waar Jozef Čársky tijdens de Tweede Wereldoorlog administrator was. De tekst op deze plaat luidt als volgt:

V POHNUTÝCH ROKOCH 1939-1946 SI KOSTOL SV. MIKULÁŠA ZVOLIL BISKUP JOZEF ČARSKY ZA SÍDLO KOŠICKEJ, ROZÑAVSKEJ A SATMÁRSKEJ APOSTOLSKEJ ADMINISTRATÚRY NA SLOVENSKU.
70. VYÝROČIE ZRIADENIA APOŠTOLSKEJ ADMINISTRATURY V PRESOVE .

Vertaling: IN DE BEWOGEN JAREN 1939-1946, KOOS BISSCHOP JOZEF ČARSKY DE SINT-NICOLAASKERK ALS ZETEL VAN DE APOSTOLISCHE ADMINISTRATIE IN SLOWAKIJE, VOOR KOŠICE, ROZÑAVA EN SATU MARE.
70-STE VERJAARDAG VAN DE OPRICHTING VAN DE APOSTOLISCHE ADMINISTRATIE IN PREŠOV.